# Wolfhart Pannenberg
Wolfhart Pannenberg (2. října 1928 Štětín – 4. září 2014 Mnichov) byl německý evangelický teolog. Pocházel ze slezského Štětína. Vyrůstal jako ateista ovlivněný zejména Nietzschem, avšak v šestnácti letech zakusil mystický zážitek „světla“, po němž se stal křesťanem a později se rozhodl věnovat teologii. Studoval mj. u Karla Bartha a působil na řadě univerzit; jeho poslední místo byla profesura systematické teologie v Mnichově. Významný je zejména jeho koncept historie jako jedné z forem zjevení. Odmítal, že by se Ježíš narodil z panny i některé další zázraky z evangelií, hájil však koncept Ježíšova tělesného zmrtvýchvstání. Odmítal homosexualitu jako jednoznačně zapovězenou Písmem a angažoval se v kampaních proti uznání manželství osob stejného pohlaví.